# 阿卜杜勒-阿齐兹·布特弗利卡
阿卜杜勒-阿齐兹·布特弗利卡（阿拉伯语：عبد العزيز بوتفليقة，法語發音：[abdəlazɪz butəflika]，1937年3月2日—2021年9月17日），阿爾及利亞政治人物、民族解放陣線（FLN）領袖，1999年至2019年擔任阿爾及利亞總統，任内通过了取消总统任期限制的宪法修正案，四次连任总统。他最大的政績是實行了一項五年經濟計劃（2000年－2004年），並相當有績效的復甦了阿爾及利亞經濟。

## 早年岁月
1937年3月2日，出生于摩洛哥烏季達，曾在阿尔及尔大学文学系学习。
1956年，他参加阿尔及利亚民族解放军，投身民族解放事业。他在摩洛哥的軍官學校接受軍事訓練。之後他成為了胡阿里·布邁丁的行政秘書，成為了後者的得力助手，軍事團體烏季達團的核心人士。

## 进入政坛
1962年，布特弗利卡当选为制宪议会议员，并在阿尔及利亚第一届独立政府中担任青年、体育和旅游部长。
1963年，他当选为立法议会议员，同年任外交部长至1979年。
1964年，他当选为阿尔及利亚民族解放阵线中央政治局委员。
布特弗利卡曾参加阿尔及利亚革命复兴运动，并担任革命委员会委员。
1978年，布邁丁過世，布特弗利卡的外長職位遭到撤換。
1981年，他被指控在1965年－1979年之間，利用職務之便盜竊阿爾及利亞大使館資金。他因此流亡杜拜。1983年金融審計法院裁定，布特弗利卡在其外交生涯中以詐騙方式侵占了6000萬第納爾的公共財產。布特弗利卡辯稱自己將這筆資金存為了修建外交部大樓的費用。法庭裁定他的辯詞為作偽。
1987年回国。保持低調，暫不接任何政府要職。
1989年，他当选为阿尔及利亚民族解放阵线中央委员。

## 担任总统
1999年4月15日，布特弗利卡作为独立候选人参加1999年阿尔及利亚总统大选，并以73.76%的得票率胜选。
2004年4月，他再次在大选中获胜，连任总统。
2008年11月，原宪法规定总统只能连任一届，为了给布特弗利卡连任扫清障碍，阿尔及利亚议会两院全体会议审议通过了关于取消总统任期限制的宪法修正案，从而使布特弗利卡得以第三次竞选总统，甚至成为终身总统。
2009年4月，布特弗利卡以绝对优势获得连任，第三次当选阿尔及利亚总统。
2011年，阿拉伯之春的浪潮中，阿爾及利亞發生罷工、示威，布特弗利卡承諾正式解除為期19年的緊急狀態，於過程中全身而退化解被顛覆的危機。
2013年4月27日，已年满76岁，执政14年的布特弗利卡中風，自此以輪椅代步，語言能力明顯下滑，致使七年未有公開演說，連之後遞交爭取連任的競選文件都交由競選總幹事代行。
2014年4月，在大選中以绝对优势獲得連任，第四次當選阿爾及利亞總統。
2018年，布特弗利卡將12名高階將領免職，鞏固權力。
2019年，布特弗利卡宣布第五次競選連任引發群眾不滿，況且，他2月24日起即赴瑞士「例行健康檢查」，時未確定返國日期，僅在3月7日發表聲明，警告有心人士恐伺機滲入示威，製造混亂。3月11日布特弗利卡返國，隔日不敵民意，宣稱將推遲原訂4月舉辦的總統大選，更保證自己不會再參選。
2019年4月2日，布特弗利卡通知宪法委员会，宣布因病辞职，其职务由全国人民议会议长阿卜杜勒卡德尔·本·萨拉赫代理。

## 对外政策

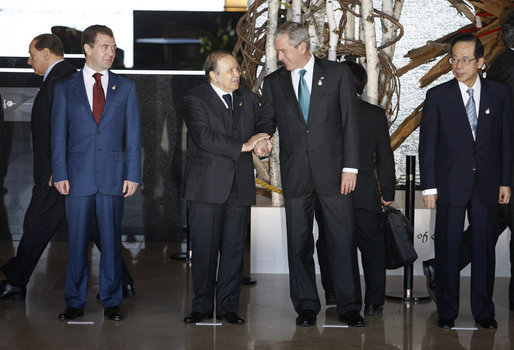
2008年7月7日布特弗利卡在洞爷湖町与美国总统乔治·沃克·布什、俄罗斯总统德米特里·阿纳托利耶维奇·梅德韦杰夫、日本首相福田康夫会面

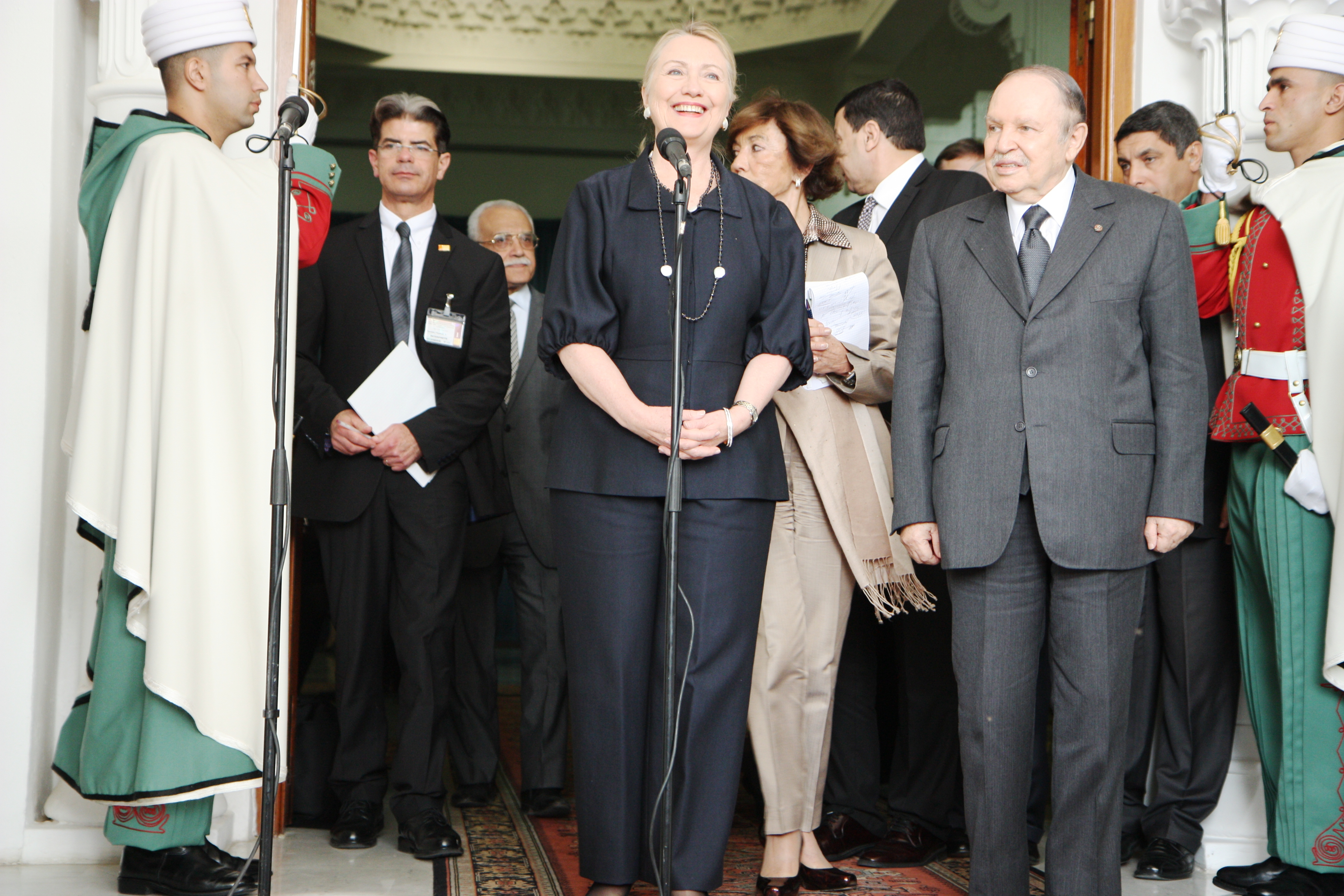
2012年10月29日布特弗利卡在阿尔及尔与美国国务卿希拉里·克林顿会面

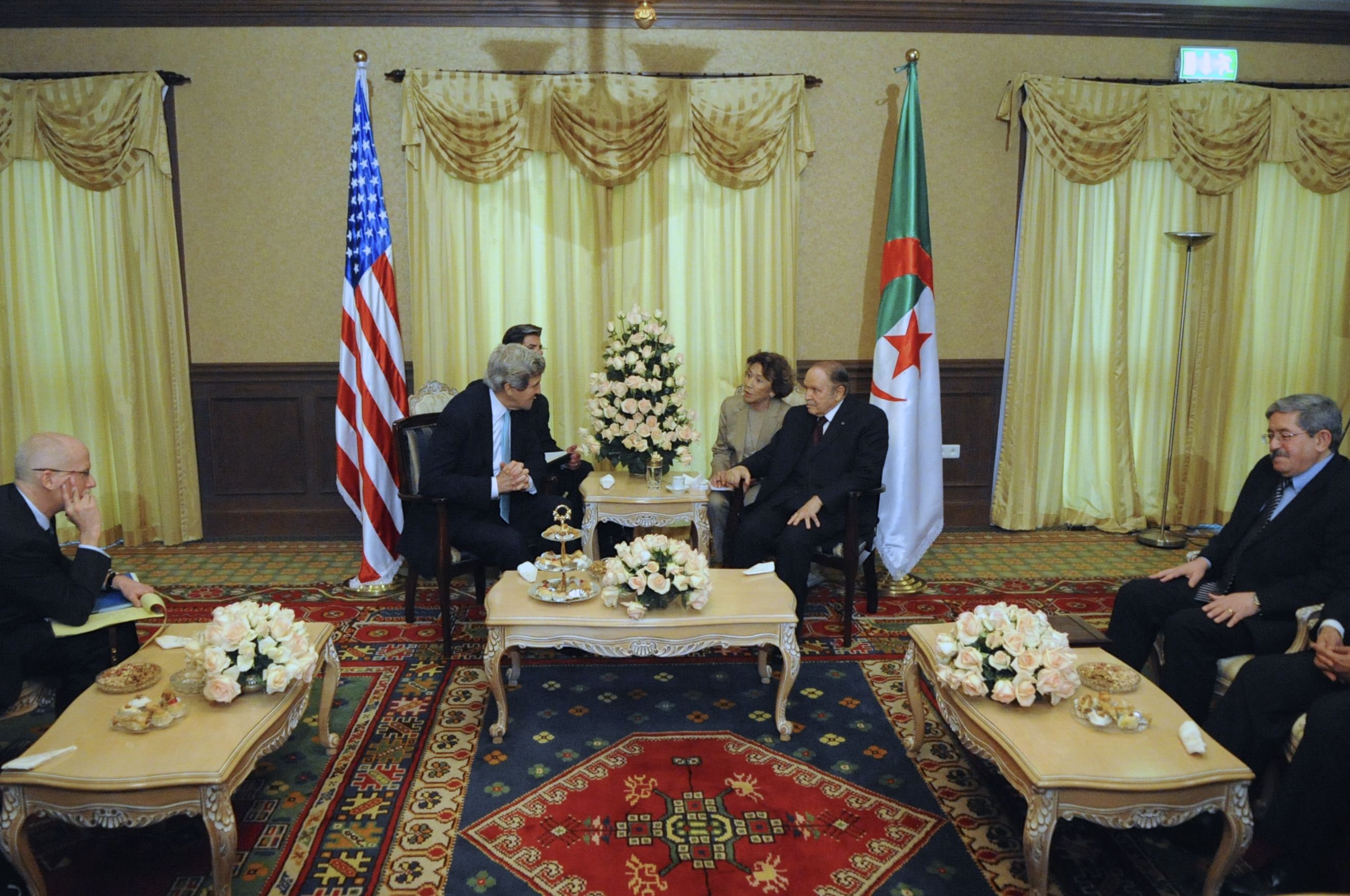
2014年4月3日布特弗利卡在阿尔及尔与美国国务卿约翰·福布斯·克里会面

布特弗利卡曾担任非洲统一组织非洲解放委员会主席、不结盟国家部长会议主席、第29届联合国大会主席、非洲统一组织执行主席和阿拉伯国家联盟轮值主席等职，是“非洲发展新伙伴计划”的发起人之一。布特弗利卡捍衛脫離殖民國家的權益，並挑戰他認為的美國霸權。他痛斥南非種族隔離制度，接待過古巴革命核心人物切·格瓦拉，庇護過遭美國追捕的馬克思主義革命團體「黑豹黨」幹部克里弗，並對逃離美國監獄、宣揚LSD療效的美國心理學家李瑞給予政治庇護。南非故總統曼德拉年輕時，也在阿爾及利亞首次接受軍事訓練。1974年，布特弗利卡擔任聯合國大會主席時，破天荒邀請巴勒斯坦解放組織領袖阿拉法特在聯大演講，引發爆炸性討論，因为才不過兩年前，巴勒斯坦槍手在德國慕尼黑奧運会上綁架並殺害了數名以色列選手，而布特弗利卡就在主席台上，看著腰間掛著槍套的阿拉法特演說。此舉促使國際社會逐漸認可巴勒斯坦人的想法。他支持中華人民共和國加入聯合國。
布特弗利卡外交部长任上期间，阿尔及利亚为首的18个共同提案国于1971年7月15日发起两阿提案，并于1971年10月25日在第26届联合国大会会议上表决通过关于“恢复中华人民共和国在联合国组织中的合法权利问题”的决议。

## 个人生活
布特弗利卡兴趣广泛，喜欢下棋、玩阿尔及利亚纸牌，并爱好绘画和古典音乐。

## 逝世
布特弗利卡自从2013年中风之后身体健康状况便急剧恶化，但直到2019年他才辞任总统。他最终在2021年9月17日死于心肌梗塞，终年84岁。

## 关联条目
- 阿拉伯之春
  - 2010－2012年阿尔及利亚反政府示威
- 第二次阿拉伯之春
  - 2019－2020年阿尔及利亚示威